# 2025年ラタキア衝突
ラタキア衝突は2025年3月6日におきたシリア西部ラタキア県で起きた戦闘。シリア暫定政府と旧アサド政権支持者が争い、激しい戦いで民間人1000人以上が死亡している。

## 背景
2024年の反体制派の攻勢によるアサド政権崩壊により、シリア暫定政府が樹立。一方アサド一族の拠点でありアサド支持者が多かったシリア北西部ラタキア及びタルトゥースでは支持者が武装勢力を立ち上げ、各地で支持者と暫定政府の間で衝突が発生していた。また暫定政府軍によるアラウィー派の殺害などにより両者の対立は激化していった。

## 経過
3月6日、親アサド派が警察の車列に攻撃を仕掛け13人を殺害。この攻撃をきっかけとしてラタキア、タルトゥス両県で激しい戦闘が開始した。7日にはこの攻撃で225人以上が死亡したと発表された。
9日には1018人が死亡し、内745人が市民だと報道された。また現地では電力が遮断され生活必需品を得るのも困難となる。一方暫定政府アフマド・シャラア大統領は「想定された課題の範囲内」だと述べた。
10日、シリア暫定政府は西部沿岸地域での軍事作戦終結を宣言した。しかしそれ以降もアサド支持者による攻撃は続いた。在英のシリア人権監視団によると、同日時点での女性や子供を含む市民の死者は973人。犠牲者の大半はアサド前大統領と同じ少数派のイスラム教アラウィー派の住民とされ、報復を受けたとみられる。